# Pfarrkirche Walding

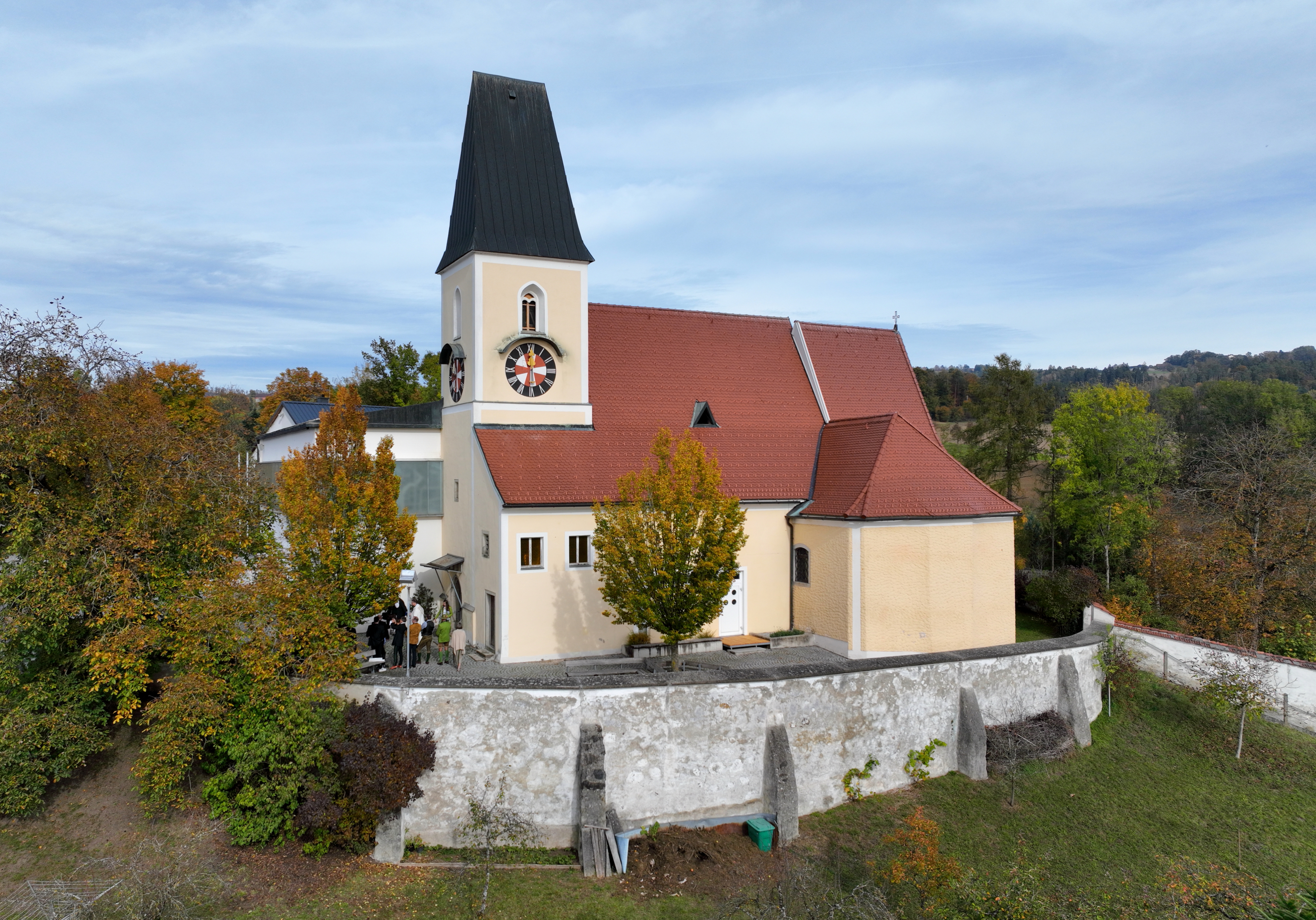
Pfarrkirche Walding

Panorama des Innenraums

Die Pfarrkirche Walding steht in der Gemeinde Walding im oberen Mühlviertel in Oberösterreich. Die römisch-katholische Pfarrkirche hl. Martin gehört zum Dekanat Ottensheim in der Diözese Linz. Die Kirche steht unter Denkmalschutz.

## Geschichte
Das Gebiet von Walding gehörte ursprünglich zur Pfarre Feldkirchen an der Donau. 1560 brannte die kleine, mittelalterliche, gotische Kirche ab und wurde später etwas verändert wiederaufgebaut. Die Kirche wurde zwischen 1964 und 1966 um einen modernen, nahezu quadratischen Erweiterungsbau vergrößert, sodass ein uneinheitlicher Kirchenbau entstand. 1994 erfolgte eine Neugestaltung des Innenraums. Die Glasfenster stammen von Alfred Stifter.

## Wallfahrt
Im 18. Jahrhundert hatte Walding als Wallfahrtsort „Maria Walding“ überregionale Bedeutung. 1765 wurde der ledige Fleischhauer Michael König aus Walding in Graz schwer krank. Er gelobte, sollte er gesund werden, ein Marienbild nach dem Muster des Liebfrauenbildes in der Minoritenkirche in Graz für die Kirche Waldings zu stiften. Nach erlangter Gesundheit ließ er das Bild anfertigen und brachte es der Kirche in Walding. Das Gnadenbild „Maria Hilf“, das sich jetzt noch auf dem alten Hochaltar befindet, lockte zahlreiche Pilger aus nah und fern an.
Einige Jahre später verlor Maria Walding den Status als Wallfahrtsort aufgrund von Intervention der Herren vom Pöstlingberg, die die Konkurrenz scheuten.